# بنك التسليف التعاوني الزراعي

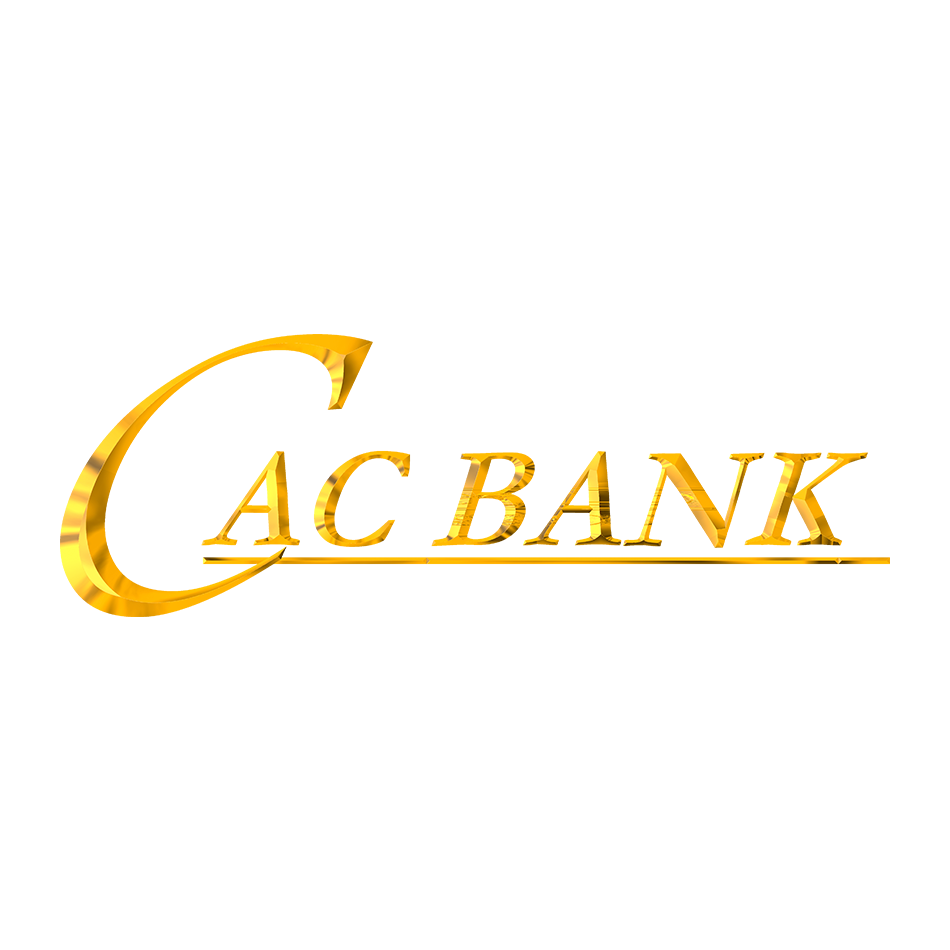

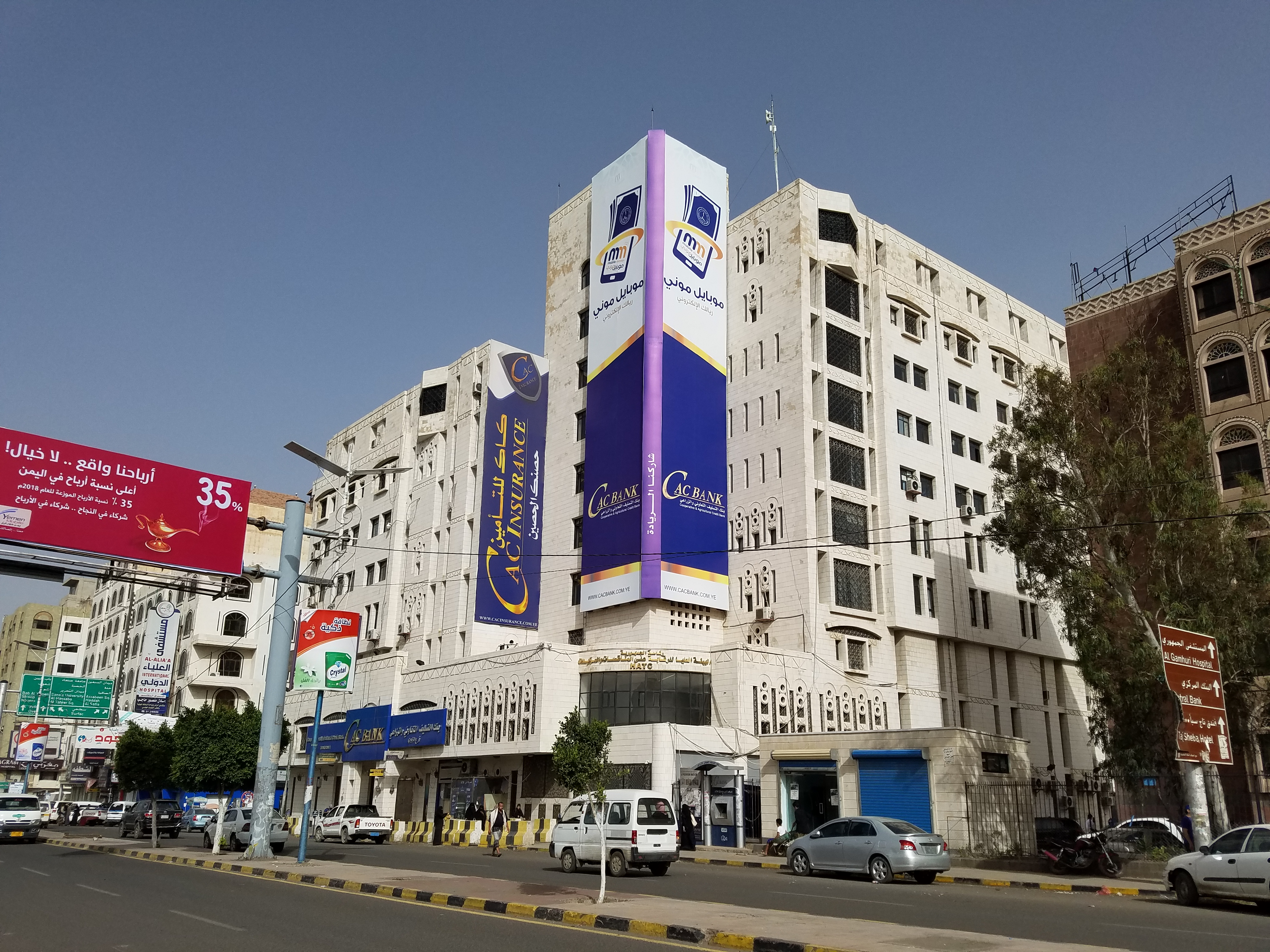
الادارة العامة - صنعاء

تأسس بنك التسليف التعاوني والزراعي في العام 1982م عن دمج كل من بنك التسليف الزراعي 1975م وبنك التعاون الأهلي للتطوير 1979م.
ليتحمل مسؤولية تمويل القطاع الزراعي والسمكي، في فترة انحصرت فيه المشاريع الاستثمارية إلى حد كبير من الحكومة والمواطنين على هذا القطاع.
وقد قدم البنك الخدمات التمويلية والمصرفية للقطاع الزراعي والسمكي والثروة الحيوانية بنجاح، منذ تأسيسه وحتى نهاية العام 2003م
وفي العام 2004م، وبعد أن اتجهت الدولة لدعم وتشجيع جميع القطاعات الاقتصادية في خطوة هامة لمواكبة التغيرات في الاقتصاد العالمي ليفي بمتطلبات جذب الاستثمارات الخارجية، التي من أهمها انفتاح النظام المصرفي وتطوره
ليطابق في تنوع خدماته، قواعد ومواصفات العمل المصرفي العالمي، الأمر الذي خلق فرصاً للتطور، وتهديدات بالمنافسة الشديدة.
ووفق رؤية جديدة، ارتكزت على تلك التوجهات والتغيرات المحلية والعالمية، توجه البنك للعمل المصرفي الشامل، ليضم إلى خدمات التمويل والإقراض الزراعي، باقات جديدة وحديثة من الخدمات المصرفية التي تناسب جميع القطاعات الاقتصادية، وشرائح المجتمع.
وبهذه الخطوة المتقدمة والاستراتيجية الطموحة، تبنى البنك مبكراً مشروع الريادة
كمؤسسة مصرفية شاملة تسعى لتقديم أحدث الخدمات المصرفية باستخدام أحدث الأنظمة وتنفيذ العمليات وفقاً لمعايير العمل المصرفي العالمي، بما يخدم الاقتصاد المحلي، وليصعد بذلك من مرحلة النجاح الزراعي إلى مرحلة التفوق المصرفي متجهاً بذلك كله إلى مجتمع ينتمي إليه قائلاً لكل عضو فيه: شاركنا الريادة...

## المنتجات التي يقدمها البنك
- خدمات شخصية:
  - حساب التوفير (أمان)
  - الحساب الجاري - افراد
  - حساب التوفير (رضى)
  - حساب الودائع - أفراد
  - حساب توفير البراعم
  - الحوالات (السريع للحوالات، ويسترن يونين، RIA)
  - البطاقات (فيزا، اميركن اكسبرس، بطاقات كاك بنك، يونين باي)
  - القروض والتمويلات
- خدمات الشركات:
  - الحساب الجاري - شركات
  - الحساب الودائع - شركات
  - الاعتمادات والتسهيلات.
  - خدمة صرف المرتبات.
  - القروض التجارية.
  - خدمة الاعتمادات المستندية.
  - خدمة الضمانات الخارجية.
  - خدمة التحاصيل المستندية.
  - خدمة الحوالات الخارجية.
- الخدمات الزراعية:
  - تمويل مضخات الطاقة الشمسية
  - البيوت المحمية
  - تمويل صغار المزارعين
- الخدمات الإلكترونية:
  - موبايل موني "Mobile Money"

خدمة إلكترونية تمكنك من تحويل واستقبال الأموال وتسديد التزاماتك من فواتير ومشتريات من أي مكان وفي أي وقت، وبدون ضرورة فتح حساب بنكي وإنما عبر رقم الجوال الخاص بك وباستخدام رسائل SMS أو عبر التطبيقات الخاصة بالخدمة، والتي تم اطلاقها في 21/12/2019.
- - موني باي "Money Pay"

خدمة إلكترونية خاصة بالمدفوعات والتحصيلات الحكومية تم تدشينها في تاريخ 13/4/2020 بالتزامن مع افتتاح البنك لفرعه الجديد «فرع النخبة» في امانة العاصمة، والتي اكد فيها رئيس مجلس إدارة بنك التسليف التعاوني والزراعي كاك بنك أن تدشين خدمة مدفوعات الأعمال (موني باي) والمتعلقة بنظام المدفوعات الحكومية في بنك التسليف التعاوني الزراعي والتى تم اطلاقها مؤخرا وبحضور رسمي وحكومي كبير يأتي في إطار الخدمات المصرفية الإلكترونية ومواكبة التطورات المصرفية العالمية. واوضح الاستاذ محمد اللاعي أن هذه الخدمة تمكن الشركات والمؤسسات والأفراد من دفع الضرائب والجمارك وكذا مبالغ المشتقات النفطية والرسوم الحكومية الأخرى بكل سهول.
- - كاك موبايلي "CAC Mobily"

خدمة إلكترونية تمكنك من إدارة حساباتك وتسديد التزاماتك من أي مكان وفي أي وقت، عبر الموبايل وباستخدام رسائل SMS أو عبر التطبيق الخاص بالخدمة في (جوجل بلاي أو الاب ستور).
- - كاك أونلاين "Cac Online"

هذه الخدمة تمكنك من استعراض حساباتك، متابعة حركة عمليات بطاقة الصراف الآلي واستخراج كشوفات الحساب من أي مكان وفي أي وقت.
- - الصرافات الآلية "ATM"
  - البنك الإلكتروني "E Banking"

خدمة البنك الإلكتروني E-Banking تستهدف شريحة كبار العملاء، الشركات، المؤسسات، المنظمات والبعثات الأجنبية في اليمن. يمكنك من خلال هذه الخدمة تنفيذ العديد من الخدمات المصرفية عبر شبكة الإنترنت بسهولة وسرعة فائقة دون الحاجة لزيارة البنك

## المشاركة المجتمعية
- تجهيز مركزاً للإيواء والحجر الصحي بمحافظة الجوف، بالشراكة مع شركة كاك للتامين
- حقق البنك العديد من البطولات الخاصة بالشركات منها بطولة الشركات لعام 2020
- قام البنك بتقديم الدعم لمؤسسة همسة خير والتي تقوم برعاية العديد من الايتام، وذلك بتوزيع كسوة عيد الأضحى المبارك ومواد غذائية لعدد ما يقارب 200 يتيم
- البنك يدعم دار اللواء لرعاية اليتيمات بتوزيع بطانية وكسوة الشتاء لنزلاء الدار اسهاماً منه في تخفيف بعض من الاعباء التي تتحملها الدار جراء عملها الإنساني والاجتماعي الذي تقوم به.
- أقام كاك بنك بالتعاون مع المؤسسة الوطنية (عدن) العيادة الوردية المجانية للكشف المبكر عن سرطان الثدي حيث تقدم العيادة خدمات الفحص المبكر للثدي مجاناً، كما تقوم بتوعية الزائرات بمخاطر سرطان الثدي وفائدة الفحص المبكر
- رعاية المهرجان الزراعي الثاني في العاصمة صنعاء
- رعاية حفل استقبال المنتخب الوطني المشارك في خليجي 22
- رعاية مشروع احلامي تتحقق لطلاب المدارس
- رعاية بطولة اختراق الضاحية
- رعاية ورشة عمل للتوعية المجتمعية للنجاح الدولي للجمهورية اليمنية التي نظمها مؤسسة إقليم حضرموت

- رعاية ودعم التوجه الوطني نحو (حوكمة المؤسسات) من خلال رعاية مؤتمر الحوكمة الذي استضافته العاصمة صنعاء والمشاركة الإيجابية الفاعلة فيه ودعمه من اجل تعميم الفوائد الكبيرة المترتبة على تطبيقه في المؤسسات المختلفة في اليمن.
- رعاية الدورات الطبية التخصصية منها الدورة التخصصية المكثفة الثانية لزراعة الأسنان والتي نظمتها كلية الطب قسم الاسنان
- دعم ورعاية ندوة بعنوان المغترب اليمني في الدستور الجديد.
- دعم وتنظيم البرامج والأنشطة التي تهتم بالجانب الصحي والوقائي في إطار توعية المجتمع حول كيفية محاربة الامراض والأوبئة.
- دعم ورعاية فعالية اليوم الثقافي النسوي تحت شعار (النساء يبدعن من اجل مستقبل أفضل (، الذي نظمته مؤسسة شهرزاد المعنية بتشجيع ودعم الابداع النسوي.
- رعاية ودعم حملة مالية الأطفال والشباب التي نظمها المجلس الاعلى للأمومة والطفولة والمنظمة الدولية لمالية الأطفال والشباب (من اجل تحسين جودة التعليم)
- رعاية حفلات تخرج ومشاريع تخرج طلاب الجامعات اليمنية للدراسات العليا، تشجيعا للعلم وقدسية التعليم وتقديرا لأهمية الدور الوطني الذي يضطلع به الطلاب والشباب المؤمل عليهم بناء اليمن الجديد.
- دعم الاتحادات والأندية الرياضية ورعاية مختلف البطولات والأنشطة الرياضية وتنظيمها بالصورة التي تليق بوطننا الحبيب.
- رعاية الفعاليات والندوات الثقافية والاقتصادية والعلمية والمؤتمرات الإقليمية والدولية.
- دعم المراكز التنموية والمؤسسات الخيرية في إطار المسئولية الاجتماعية الهادفة الي خلق مجتمع تنموي متعاون.
- دعم منظمة حياة أفضل للتنمية الشاملة، لتنفيذ مشروع توزيع طرابيل للفئة أشد حقوقا (المهمشين)
- دعم ورعاية الفعاليات الوطنية والتي من شأنها انجاح مؤتمر الحوار الوطني (دعم مخرجات الحوار).
- دعم مستشفى الامل لمرضى السرطان والمؤسسة الوطنية لمكافحة السرطان للإسهام رعاية مهرجان تخرج الدفعة الرابعة ماجستير إدارة الأعمال في تمكينها من القيام بواجبها الإنساني في تقديم خدماتها

## الشركات الزميلة
- شركة كاك للتامين.
- كاك بنك الدولي (جيبوتي).
- كاك للأمن والصيانة
- شركة مأرب للدواجن

## كاك الإسلامي
تأسس في 1/1/2010

## الجوائز التي حققها البنك
جائزة الاستثمار كأفضل بنك للعام 2013م

## وصلات خارجية
- الموقع الرسمي للبنك